# Гапсальская улица
Гапса́льская улица — улица в Кировском районе Санкт-Петербурга, на Гутуевском острове. Проходит от реки Екатерингофки (Екатерингофский мост) до Межевого канала.

## История
Название Гапсальская улица получила 14 июля 1859 года по городу Га́псалю (ныне Хаапсалу в Эстонии), в ряду проездов Нарвской полицейской части, названных по городам прибалтийских губерний Российской империи. Первоначально улица проходила от Двинской улицы до реки Невы. Участок от Двинской улицы до Межевого канала упразднён 11 мая 1897 года, участок от логического продолжения Рижского проспекта до реки Невы — в 1963 году, тогда же в состав Гапсальской улицы включили безымянный участок от Екатерингофского моста до старой Гапсальской улицы.

## Транспорт
По улице проходят автобусные маршруты № 22, 43, 70, 71, 290.
С 1923 года до середины 2001 года на действующем участке улицы существовало трамвайное движение, линия использовалась трамвайными маршрутами, шедшими до конечной станции «Порт».

## Достопримечательности
- Екатерингофский мост
- Гапсальские ворота порта
- Дом 1 — НИИ синтетического каучука;
- Дом 2 — гостиница «Аннушка»;
- Дом 6 — Филиал ФБУЗ «Центр гигиены и эпидемиологии в г. Санкт-Петербург» на транспорте;
- Дом 8 — ФГУП «РОСМОРПОРТ»;
- Дом 10 — ФГБУ «Администрация морских портов Балтийского моря»;
- Дом 12 — гостиница «Балтийская».